# Terror

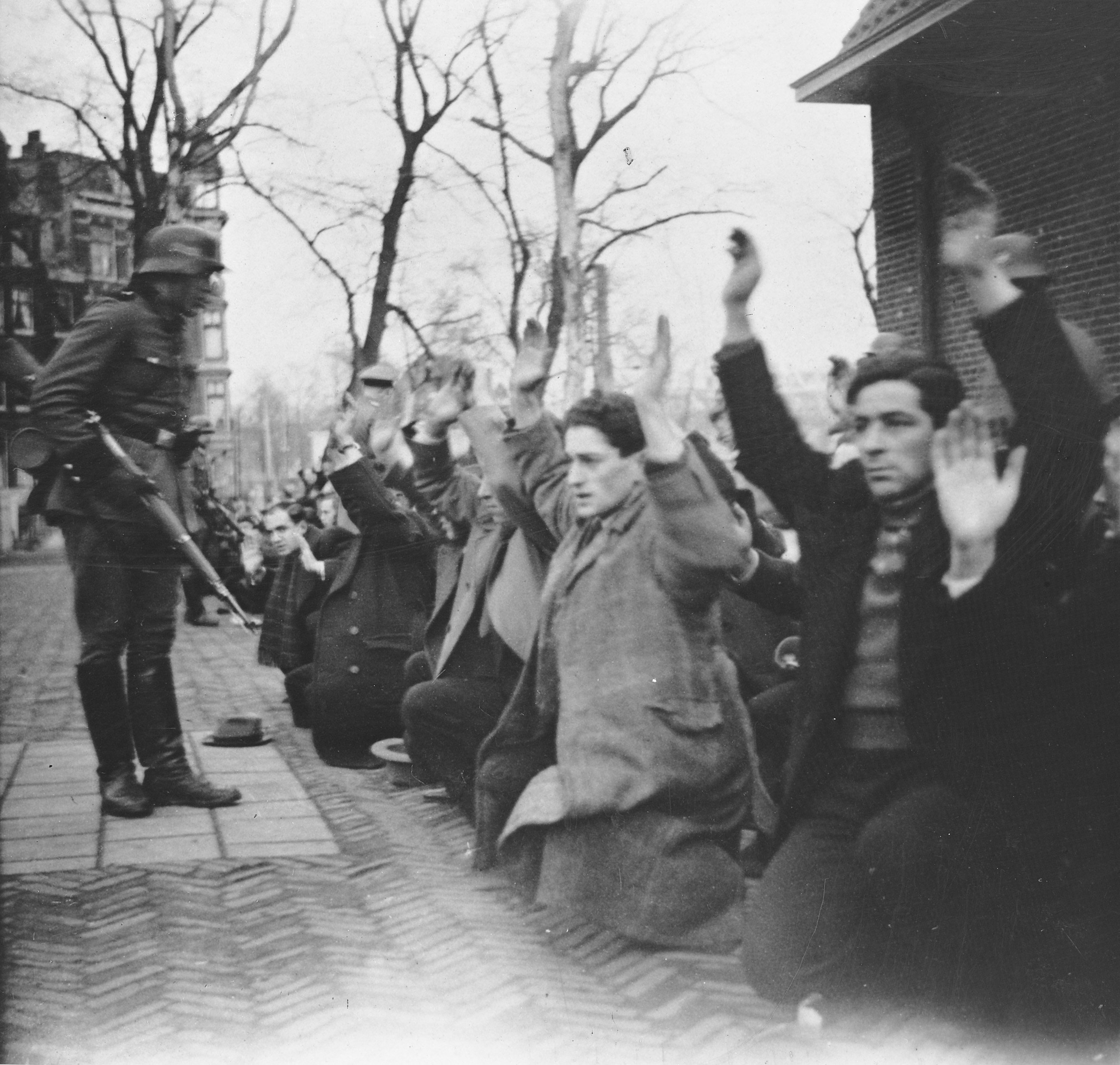
Terror

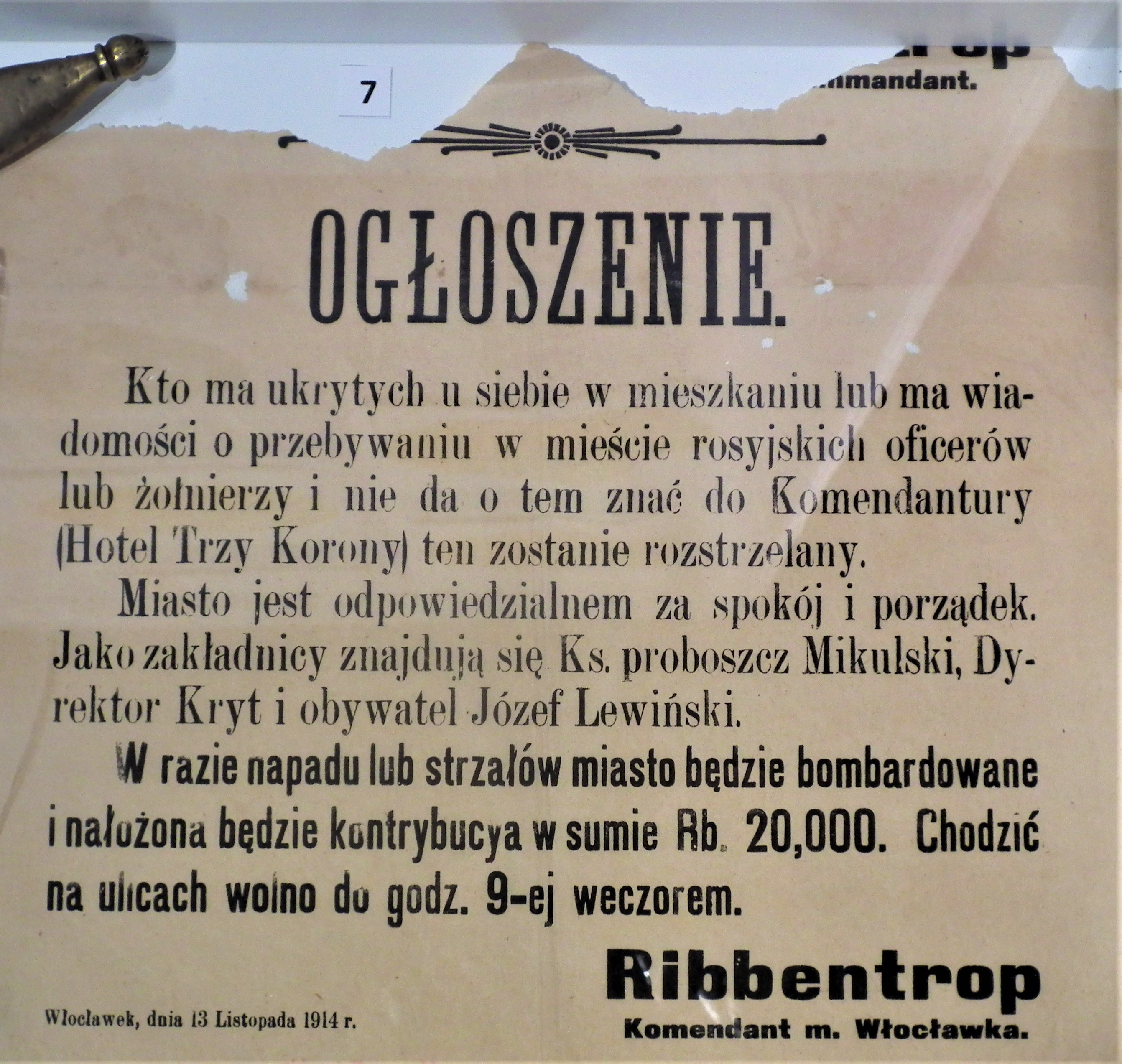
Niemieckie okupacyjne ogłoszenie z I wojny światowej

Terror (łac., dosł. strach, groza) – stosowanie przemocy, gwałtu, ucisku, okrucieństwa w celu zastraszenia, zniszczenia przeciwnika; okrutne, krwawe rządy.

## Rodzaje terroru
Terror indywidualny – taktyka stosowana przez narodników, eserowców i anarchistów w walce z caratem i ustrojem burżuazyjnym, polegająca na organizowaniu zabójstw ludzi, zajmujących najwyższe stanowiska w aparacie władzy państwowej.
Terror państwowy – taktyka stosowana przez totalitarne państwa, np. ZSRR czy III Rzeszę, polegająca na przeprowadzaniu masowych zabójstw, deportacji, zamykaniu ludzi w obozach koncentracyjnych przez wyspecjalizowane organy państwowe (Czeka, Gestapo).